# ورزشگاه آبی ویر-سو-مارن
ورزشگاه آبی ویر-سو-مارن (انگلیسی: Vaires-sur-Marne Nautical Stadium) که به عنوان استادیوم آبی المپیک ایل دو فرانس نیز شناخته می‌شود، یک ورزشگاه با امکانات رقابت‌های روئینگ و قایقرانی(کانو) است که در سر-سور-مرن، ایل-دو-فرانس و در مجاورت رود مارن واقع شده است.

## تاریخچه
این ورزشگاه به بیشتر به دلیل برگزاری رویدادهایی از قرن بیستم شناخته می‌شود. برخی از مسابقات برگزار شده در این ورزشگاه عبارتند از مسابقات مربوط به جام جهانی روئینگ در سال ۱۹۹۵، جام جهانی روئینگ زیر ۱۹ سال در ۲۰۲۳ُ و مسابقات سرعت قایقرانی ۱۹۹۱ قهرمانی جهان. این ورزشگاه بین سال‌های ۲۰۱۶ تا ۲۰۱۹ بازسازی شد و میزبان المپیک تابستانی ۲۰۲۴ بود.